# Conus carioca
Conus carioca é uma espécie de gastrópode do gênero Conus, pertencente à família Conidae.